# 松井田町五料
松井田町五料（まついだまちごりょう）は、群馬県安中市の地名。旧碓氷郡松井田町大字五料にあたる地名である。郵便番号は379-0302。

## 地理

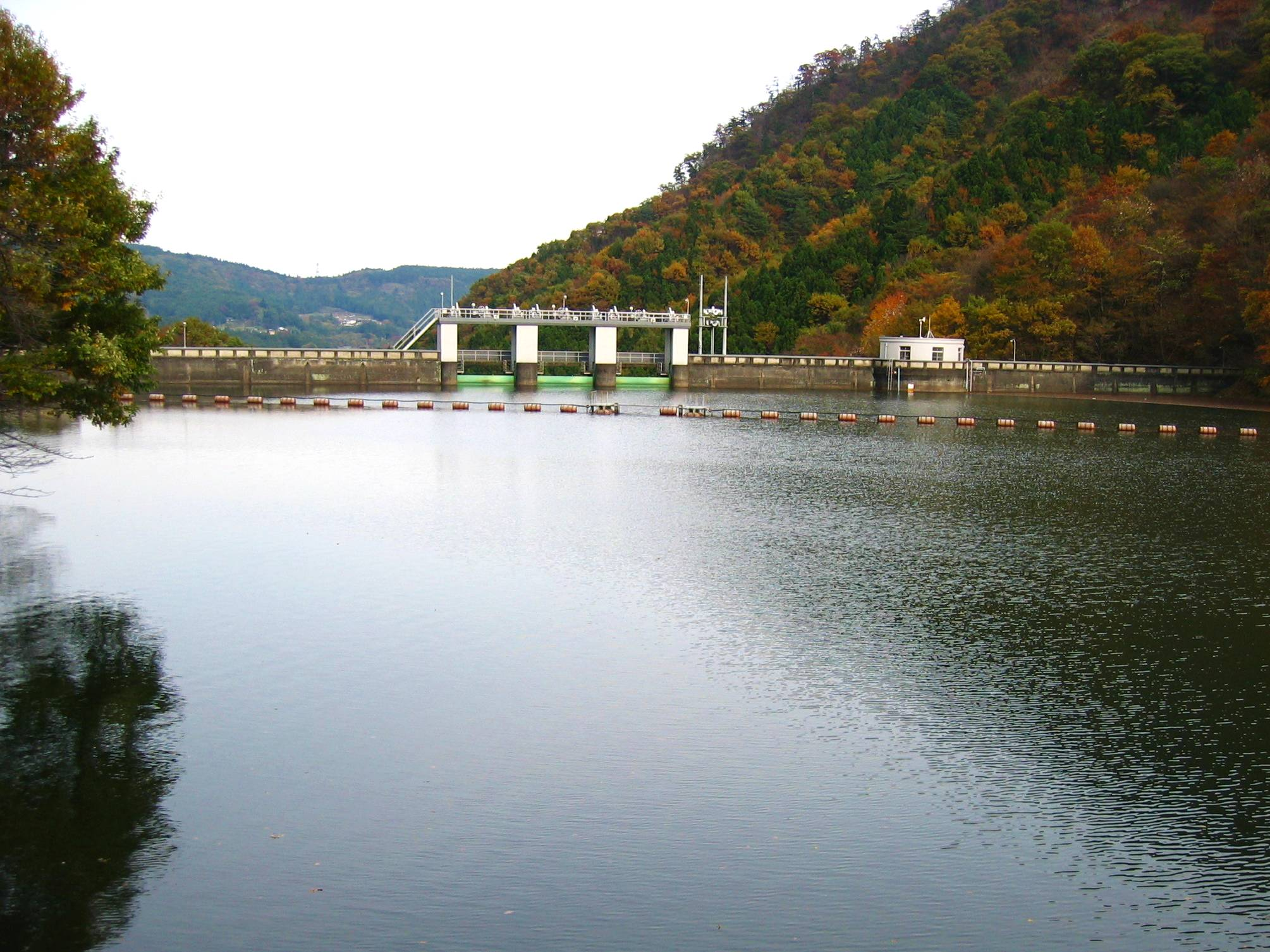
妙義湖

相馬岳北麓、碓氷川上流域に位置している。

### 山岳
- 相馬岳（妙義山）

### 湖沼
- 妙義湖

## 歴史
江戸時代頃からある地名であり、安中藩領だった。

### 年表
- 1889年 - 町村制施行により碓氷郡松井田町、臼井町、坂本町、西横野村、九十九村、細野村が成立し、碓氷郡臼井町となる
- 1954年 - 松井田町、臼井町、坂本町、西横野村、九十九村、細野村の6町村が合併して新たに碓氷郡松井田町五料となる。
- 1965年 - 五料地内の地すべりの移動が活発化。信越本線西側約300haの移動量が1mm/日となる[6]。
- 2006年3月18日 松井田町が安中市と合併し、安中市松井田町五料となる。

### 地名
日本武尊が東国遠征の帰途居座したとの伝えから、古くは「碓居」とも称した。熊野神社の神領となってから「御料」と改称し、大化年間に「五料」に改めた。

## 世帯数と人口
2017年（平成29年）7月31日現在の世帯数と人口は以下の通りである。
| 町丁         | 世帯数  | 人口  |
| ------------ | ------- | ----- |
| 松井田町五料 | 380世帯 | 854人 |

## 教育
市立小・中学校に通う場合、学区は以下の通りとなる。
| 番地 | 小学校               | 中学校               |
| ---- | -------------------- | -------------------- |
| 全域 | 安中市立松井田小学校 | 安中市立松井田中学校 |

## 交通

### 鉄道
JR東日本信越本線が通過するが、町内に駅はない。

### 道路
国道は国道18号、県道は群馬県道51号松井田下仁田線が通過。

## 施設

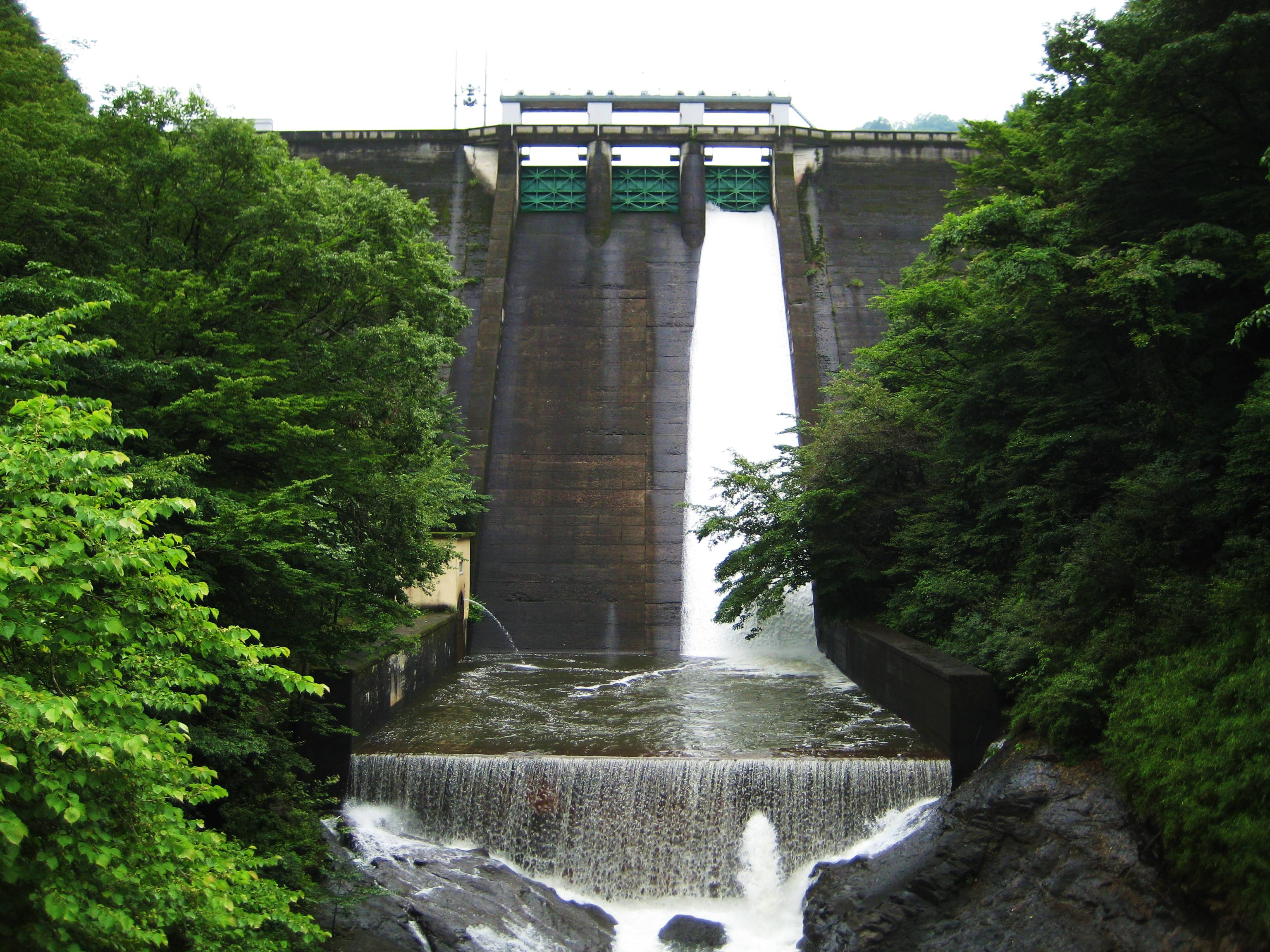
中木ダム

- 安中市立臼井小学校跡地
- 碓氷神社
- 中木ダム
- 国民宿舎 裏妙義

## 避難所
指定緊急避難場所
- 西尾公会堂 (土砂災害警戒区域にあるため、土砂災害時の避難には不適とされている。)[8]
- 梨の木公民館 (裏に山があるため、土砂災害時の避難には注意が必要とされている。)
- 高墓住民センター
- 小竹公民館
- 平地区多目的活動施設

指定避難所
- 臼井小学校体育館 [9]